# 乔恩·麦格雷戈
乔恩·麦格雷戈（英語：Jon McGregor，1976年—），英国小说家。他生于百慕大，在英国诺福克郡诺里奇和塞特福德长大，在布拉德福德大学获媒体技术与生产学位。他的第一部小说《如果无人说正事》（If Nobody Speaks of Remarkable Things，2002）曾入围布克奖。其第三部小说《狗亦有道》（Even the Dogs，2010）描写一群酒鬼、吸毒者的悲惨生活，获国际IMPAC都柏林文学奖。